# Dolina decyzji
Dolina decyzji (tytuł oryg. The Valley of Decision) – amerykański melodramat z 1945 w reżyserii Taya Garnetta, będący ekranizacją powieści historycznej o tym samym tytule, autorstwa Marci Davenport, opublikowanej w 1942. W rolach głównych wystąpili Greer Garson i Gregory Peck.

## Obsada
- Greer Garson – Mary Rafferty
- Gregory Peck – Paul Scott
- Donald Crisp – William Scott
- Lionel Barrymore – Pat Rafferty
- Preston Foster – Jim Brennan
- Marsha Hunt – Constance Scott
- Gladys Cooper – Clarissa Scott
- Reginald Owen – McCready
- Dan Duryea – William Scott Jr.
- Jessica Tandy – Louise Kane
- Barbara Everest – Delia
- Marshall Thompson – Ted Scott

## Recepcja
Film został przychylnie przyjęty przez publiczność, zarabiając w kinach 8 096 000 dolarów, dzięki czemu osiągnął zyski w wysokości 3 480 000 dolarów.

## Nagrody i nominacje
Nagroda Akademii Filmowej:
- Oscar dla najlepszej aktorki pierwszoplanowej – Greer Garson (Nominacja)
- Oscar za najlepszą muzykę filmową – Herbert Stothart (Nominacja)